# 茅洲河

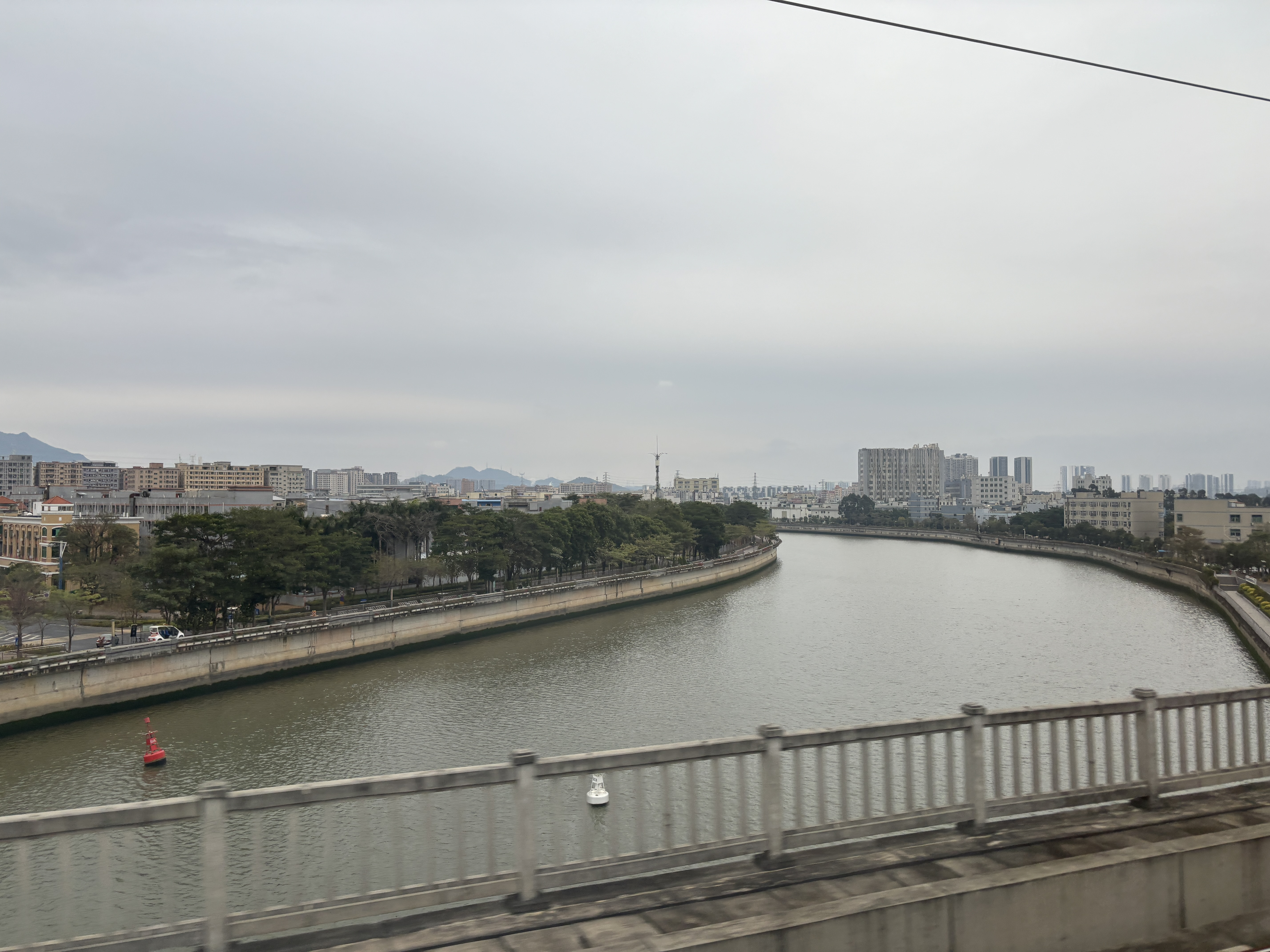
穗深城际铁路上跨茅洲河

茅洲河是一條流經中國廣東省深圳市和東莞市的河流，全長31.3公里。其中下游11.9公里為深莞界河。
發源於深圳羊台山北麓，流域面積388.23平方公里，其中深圳市境內流域面積310.85平方公里。向西流經光明區、寶安區，在寶安沙井匯入珠江口伶仃洋，是深圳最大的河流。

## 污染問題
茅洲河在1960年代清澈得可以直接飲用，1980年代人們還可以在河裏洗澡。從1990年代以來，由於兩岸興建工廠，污染程度逐年加劇，河道淤積嚴重，汛期流域內洪澇災害頻發，更因其黑臭被當地人稱為「黑河」。
2009年5月16日，深圳、東莞、惠州三市在東莞召開第二次聯席會議後，治河工作有了較明顯的進展，茅洲河界河段清淤清障工程已於2010年已基本完成。茅洲河深圳中上遊的試驗段2012年就已經開工。另外茅洲河流域水環境綜合整治工程已列入2013年3月啟動的《南粵水更清行動計劃（2013─2020）》中，位列七大水環境整治工程項目之一。
5月22日，廣東省環保廳就則對茅洲河實施流域限批（即對某個河流流域限制新的污染企業數量，直到它們的違規項目徹底整改為止），並將茅洲河污染綜合整治列入廣東今年十個省級掛牌督辦重點環境問題。預計2015年水質達到V類，流域內工業廢水排放達標率達到95%以上。